# Chambre consulaire

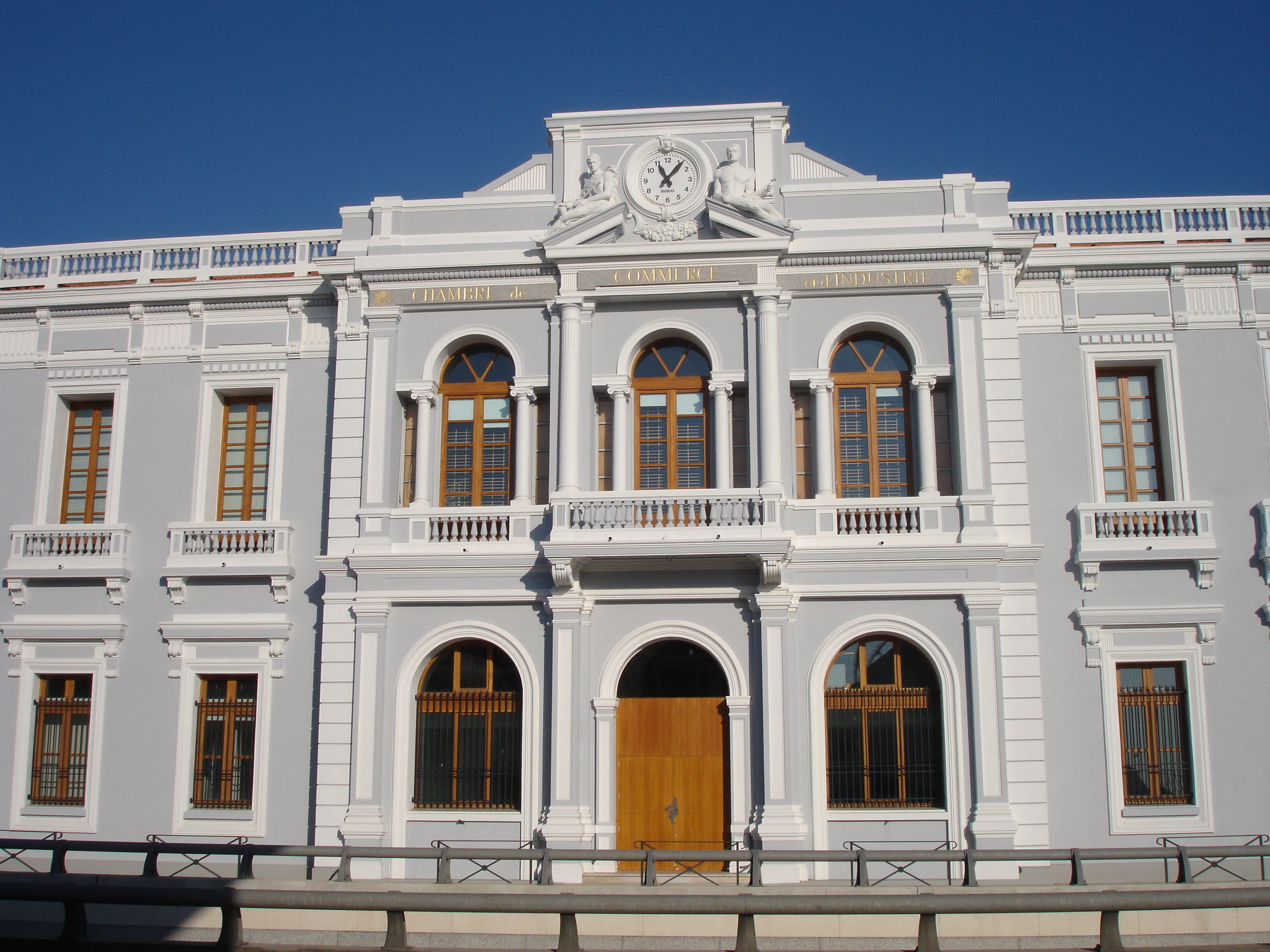
Chambre de commerce et d'industrie de Bastia

Les chambres consulaires (on rencontre aussi l'expression « établissement public à caractère économique » ou « établissement public économique ») sont en France des établissements publics d'État ayant pour rôle de représenter les acteurs du secteur privé des différents secteurs économiques et d'exercer pour leur compte des activités d'appui comme le développement du territoire. 
Elles sont dites consulaires car la première de toutes semble avoir été en 1599 à Marseille dans une chambre (un bureau de commerce) associant quatre « consuls » désignés au sein de la municipalité pour représenter les intérêts du commerce. Par la même tradition, les juges des tribunaux de commerce sont encore appelés magistrats consulaires. Pour désigner ces organismes, la catégorie d'établissement public économique a été introduite par l'article 84 de la loi no 94-679 du 8 août 1994 portant diverses dispositions d'ordre économique et financier, mais cette appellation n'est pas très répandue par rapport à « chambres consulaires ». 
Dans certains pays ces chambres sont des organismes publics ou parapublics auxquels les entreprises adhèrent en versant une taxe fiscale ou parafiscale (c'est le cas par exemple des chambres de commerce et/ou d'industrie en Allemagne, Autriche, Espagne, France, Italie, Pays-Bas…). Ailleurs ces mêmes chambres sont associatives et à adhésion facultative, et vivent des cotisations de leurs adhérents et d'éventuelles aides, dons ou subventions (Belgique, Canada, États-Unis, Royaume-Uni, etc.).
Bien qu'ils soient à caractère administratif, les établissements publics économiques exercent certaines de leurs activités sous forme de services publics industriels et commerciaux. 
Depuis les réformes engagées en 2010, certains de ces organismes locaux n'ont plus la personnalité morale, mais sont rattachés à un établissement de ressort plus large.

## Organisation
Il existe trois réseaux de chambres consulaires correspondant à trois domaines d'activité économique : 
- agriculture ;
- artisanat ;
- commerce et industrie.

L'assemblée générale de chaque organisme est constituée d'élus : 
- au niveau local, les membres sont élus directement par les acteurs de l'économie (entrepreneurs, artisans, agriculteurs) ;
- au niveau régional et national, les membres sont élus par les membres des assemblées des chambres de niveau inférieur.

Chaque assemblée désigne ensuite son président et son bureau. 
Les établissements publics économiques jouissent d'une large autonomie mais sont cependant soumis à la tutelle administrative de l'État. Celle-ci est exercée par la Direction générale des entreprises (DGE) du ministère chargé de l'économie et, pour les chambres d'agriculture, par le ministère de l'Agriculture. 
Elle est assurée, localement, par les préfets de région et de département et les représentants de l'État outre-mer. Dans chaque ordre, leurs intérêts économiques sont représentés au niveau local, régional et national. Le niveau local est généralement celui du département, mais il peut être plus large ou au contraire plus étroit. Les trois types de chambres consulaires sont donc : 
|                 | Agriculture                           | Artisanat                                             | Commerce et industrie                               |
| --------------- | ------------------------------------- | ----------------------------------------------------- | --------------------------------------------------- |
| Niveau local    | Chambre d'agriculture (CA)            | Chambre de métiers et de l'artisanat (CMA)            | Chambre de Commerce et d'Industrie (CCI)            |
| Niveau régional | Chambre d'agriculture régionale (CAR) | Chambre de métiers et de l'artisanat de région (CMAR) | Chambre de commerce et d'industrie de région (CCIR) |
| Niveau national | Chambres d'agriculture France         | CMA France                                            | CCI France                                          |

### Spécificités outre-mer
L'organisation des chambres consulaires dans la France d'outre-mer varie d'un territoire à l'autre : 
- soit il existe un représentant de chaque réseau comme en métropole, soit avec la même législation, soit sous des règles de la compétence de la collectivité ;
- soit chaque réseau est représenté, mais une chambre consulaire a des attributions plus large (cas de Mayotte) ;
- soit il existe une seule chambre consulaire compétente pour le territoire.

En Nouvelle-Calédonie, depuis le 1er septembre 2021, les trois chambres consulaires sont régies par la loi du pays no 2021-7 du 21 juillet 2021 et par la délibération no 168 du 19 août 2021. 
À Mayotte, une Chambre d'agriculture, de la pêche et de l'aquaculture de Mayotte exerce, outre les missions traditionnelles d'une chambre d'agriculture, l'organisation et la représentation d'activités aquacoles et halieutiques. Elle est régie par les articles L.571-6 à L.571-10 du code rural et de la pêche maritime. 
Dans trois collectivités d'outre-mer, une seule chambre consulaire regroupe les fonctions relevant des trois réseaux, mais elle porte un nom différent selon la collectivité. 
À Saint-Pierre-et-Miquelon, la Chambre d'agriculture, de commerce, d'industrie, de métiers et de l'artisanat de Saint-Pierre-et-Miquelon a été créée par les articles 1er à 19 de l'ordonnance no 77-1106 du 26 septembre 1977 portant extension et adaptation au département de Saint-Pierre-et-Miquelon de diverses dispositions législatives relatives au domaine industriel, agricole et commercial. La chambre consulaire unique est, pour Saint-Barthélemy, la Chambre économique multi-professionnelle et, pour Saint-Martin, la Chambre consulaire interprofessionnelle.

## Missions
Ces chambres sont chargées de veiller aux intérêts des entreprises agricoles, artisanales, commerciales et industrielles qu'elles représentent. À l'image des ordres professionnels, elles assurent une représentation institutionnalisée et obligatoire, à la différence par exemple du Mouvement des entreprises de France, dont l'adhésion n'est pas obligatoire. 
Elles assurent des fonctions administratives et de conseil auprès des entreprises ou exploitations de leur secteur, notamment autour de la création et de la transmission d'entreprise. Elles peuvent aussi gérer des infrastructures comme des ports ou des aérodromes et assurer des fonctions de documentation et de formation en gérant par exemple des écoles de commerce dites « consulaires » ou des centres de formation d'apprentis.
En 2016, les budgets des chambres étaient de 720 millions d’euros pour l'agriculture, 804 millions d'euros pour l'artisanat et 3,2 milliards d'euros pour le commerce et l'industrie.